# Agate de Sousa
Agate de Sousa (* 5. Juni 2000 in São Tomé, São Tomé und Príncipe) ist eine portugiesische Leichtathletin, die sich auf den Weitsprung spezialisiert hat. Sie startete bis Mai 2024 für ihr Geburtsland São Tomé und Príncipe, das bis 1975 eine portugiesische Kolonie war. 2019 zog sie für ein Wirtschaftsstudium nach Portugal und erhielt 2024 die portugiesische Staatsangehörigkeit. Seither tritt sie international für Portugal und im Inland für den Verein Benfica Lissabon an, trainiert wird sie von Mário Aníbal.

## Sportliche Laufbahn
Erste internationale Erfahrungen sammelte Agate de Sousa im Jahr 2019, als sie bei den Afrikaspielen in Rabat für São Tomé und Príncipe mit 12,20 s in der ersten Runde im 100-Meter-Lauf ausschied und im Weitsprung mit 6,05 m den siebten Platz belegte. Aufgrund ihres geplanten Nationenwechsels durfte sie in den folgenden Jahren an keinen Meisterschaften Länderebene teilnehmen, stellte aber im Weitsprung immer neue Landesrekorde für São Tomé und Príncipe auf, zuletzt 2023 in Weinheim, wo sie 7,03 m weit sprang.
Bereits als portugiesische Staatsbürgerin nahm sie am Meeting Da Liberdade am 25. April 2024 in Lissabon teil, den jährlichen Wettbewerben zum Jahrestag der Nelkenrevolution vom 25. April 1974. Mit ihren zwei Sprüngen über 6,92 m und 6,88 m qualifizierte sie sich direkt für die Olympischen Spiele und wurde die erst zweite Portugiesin, die bislang das weltweit fünftbeste Ergebnis des Jahres erreichte. Im Juni 2024 startete sie erstmals für Portugal bei den Europameisterschaften in Rom und gewann dort mit 6,91 m auf Anhieb die Bronzemedaille hinter der Deutschen Malaika Mihambo und Larissa Iapichino aus Italien. Beim London Athletics Meet wurde sie mit 6,75 m Zweite, ehe sie bei den Olympischen Sommerspielen in Paris mit 6,34 m den Finaleinzug verpasste. Im Jahr darauf wurde sie bei der 1. Liga der Team-Europameisterschaft in Madrid mit 6,84 m Dritte hinter der Italienerin Iapichino und Malaika Mihambo aus Deutschland. Anschließend siegte sie mit 6,70 m bei den World University Games in Bochum.

## Persönliche Bestleistungen
- 100 Meter: 11,40 s (+1,6 m/s), 18. Juni 2022 in Braga
  - 60 Meter (Halle): 7,40 s, 7. Januar 2023 in Lissabon
- Weitsprung: 7,03 m (+1,7 m/s), 27. Mai 2023 in Weinheim (Landesrekord)
- Dreisprung: 14,13 m, 12. Februar 2023 in Pombal